# Prodesmodora
Prodesmodora är ett släkte av rundmaskar. Enligt Catalogue of Life ingår Prodesmodora i familjen Microlaimidae, men enligt Dyntaxa är tillhörigheten istället familjen Desmodoridae.
Kladogram enligt Catalogue of Life och Dyntaxa:
| Prodesmodora | \| \| Prodesmodora arctica \| \| \| \| \| \| Prodesmodora circulata \| \| \| \| \| \| Prodesmodora minuta \| \| \| \| \| \| Prodesmodora terricola \| \| \| \| \| \| Prodesmodora wolgensis \| \| \| \| |
|              | \| \| Prodesmodora arctica \| \| \| \| \| \| Prodesmodora circulata \| \| \| \| \| \| Prodesmodora minuta \| \| \| \| \| \| Prodesmodora terricola \| \| \| \| \| \| Prodesmodora wolgensis \| \| \| \| |
|              | Bolbolaimus |
|              | |
|              | Microlaimus |
|              | |
|              | Molgolaimus |
|              | |
|              | Ohridia |
|              | |
|              | Paramicrolaimus |
|              | |
|              | Ungulilaimella |
|              | |
|              | Prodesmodora arctica |
|              | |
|              | Prodesmodora circulata |
|              | |
|              | Prodesmodora minuta |
|              | |
|              | Prodesmodora terricola |
|              | |
|              | Prodesmodora wolgensis |
|              | |

|  | Prodesmodora arctica   |
|  |                        |
|  | Prodesmodora circulata |
|  |                        |
|  | Prodesmodora minuta    |
|  |                        |
|  | Prodesmodora terricola |
|  |                        |
|  | Prodesmodora wolgensis |
|  |                        |